# グロリア・グレアム
グロリア・グレアム（Gloria Grahame, 1923年11月28日 - 1981年10月5日）は、アメリカ合衆国の女優。

## 経歴
カリフォルニア州ロサンゼルス出身。
本名はGloria Hallward。舞台上ではJean Grahameという名前を使っていた。女優だった母親の元、早くから舞台に立っていた。ブロードウェイに出演していたところをプロデューサーのルイス・B・メイヤーに認められ、メトロ・ゴールドウィン・メイヤーと契約。1946年に映画デビューし『素晴らしき哉、人生!』などで評価されるが、MGMに馴染まないとしてRKOに移籍。1947年の『十字砲火』でアカデミー賞にノミネートされ、1952年の『悪人と美女』で助演女優賞を受賞した。
1981年、乳癌のためニューヨークで死去。57歳。
映画監督のニコラス・レイなど、4度の結婚歴がある。4番目の夫アンソニー・レイは2番目の夫ニコラス・レイとその最初の妻との間に生まれた息子（グレアムにとっては義理の息子）。また、ニコラスとの間に1人、アンソニーとの間に2人の子供を生んでいる。他にも3番目の夫との間に子供が1人いる。
2017年には彼女の友人ピーター・ターナーによる回顧録を基にした映画『リヴァプール、最後の恋』が公開された。同作でグレアムを演じたのはアネット・ベニングである。

## 主な出演作品
| 公開年 | 邦題 原題                                   | 役名                   | 備考                     |
| ------ | ------------------------------------------- | ---------------------- | ------------------------ |
| 1946   | 素晴らしき哉、人生! It's a Wonderful Life   | ヴァイオレット         |                          |
| 1947   | 下町天国 It Happened in Brooklyn            | 看護婦                 |                          |
| 1947   | 十字砲火 Crossfire                          | ジニー                 |                          |
| 1947   | 影なき男の息子 Song of the Thin Man         | フラン                 |                          |
| 1947   | スケルトンの映画騒動 Merton of the Movies   | ビューラ・バクスター   |                          |
| 1949   | 女の秘密 A Woman's Secret                   | スーザン               |                          |
| 1949   | 渓谷の銃声 Roughshod                        | メアリー               |                          |
| 1950   | 孤独な場所で In a Lonely Place              | ローレル・グレイ       |                          |
| 1952   | 地上最大のショウ The Greatest Show on Earth | エンジェル             |                          |
| 1952   | マカオ Macao                                | マージー               |                          |
| 1952   | 突然の恐怖 Sudden Fear                      | アイリーン             |                          |
| 1952   | 悪人と美女 The Bad and the Beautiful        | ローズマリー           | アカデミー助演女優賞受賞 |
| 1953   | 摩天楼の影 The Glass Wall                   | マギー・サマーズ       |                          |
| 1953   | 綱渡りの男 Man on a Tightrope               | Zama Cernik            |                          |
| 1953   | 復讐は俺に任せろ The Big Heat               | デビー・マーシュ       |                          |
| 1954   | 善人は若死する The Good Die Young           | デニス・ブレイン       |                          |
| 1954   | 仕組まれた罠 Human Desire                   | ヴィッキー・バックリー |                          |
| 1955   | 蜘蛛の巣 The Cobweb                         | カレン                 |                          |
| 1955   | 見知らぬ人でなく Not as a Stranger          | ハリエット             |                          |
| 1955   | オクラホマ! Oklahoma!                       | アニー                 |                          |
| 1959   | 拳銃の報酬 Odds Against Tomorrow            | ヘレン                 |                          |
| 1966   | 烙印の狼 Ride Beyond Vengeance              | ボニー・シェリー       |                          |
| 1971   | 未亡人館の惨劇 Blood and Lace               | Mrs. Deere             |                          |
| 1971   | 大脱出 Escape                               | イヴリン・ハリソン     | テレビ映画               |
| 1979   | 揺れる愛 Head Over Heels                    | クララ                 |                          |
| 1981   | ネスティング The Nesting                    | フロリンダ             |                          |